# 李參 (成化進士)
李參（1439年—？），字宿卿，直隸常州府江陰縣人，匠籍，明朝政治人物。進士出身。

## 生平
早年出身國子生，應天府鄉試第五十六名。成化十一年（1475年）乙未科會試第一百三十二名，殿試登進士第三甲第一百七十二名。

## 家族
曾祖父李彥吉。祖父李仲庸。父亲李諫。